# 千葉県道37号銚子停車場線

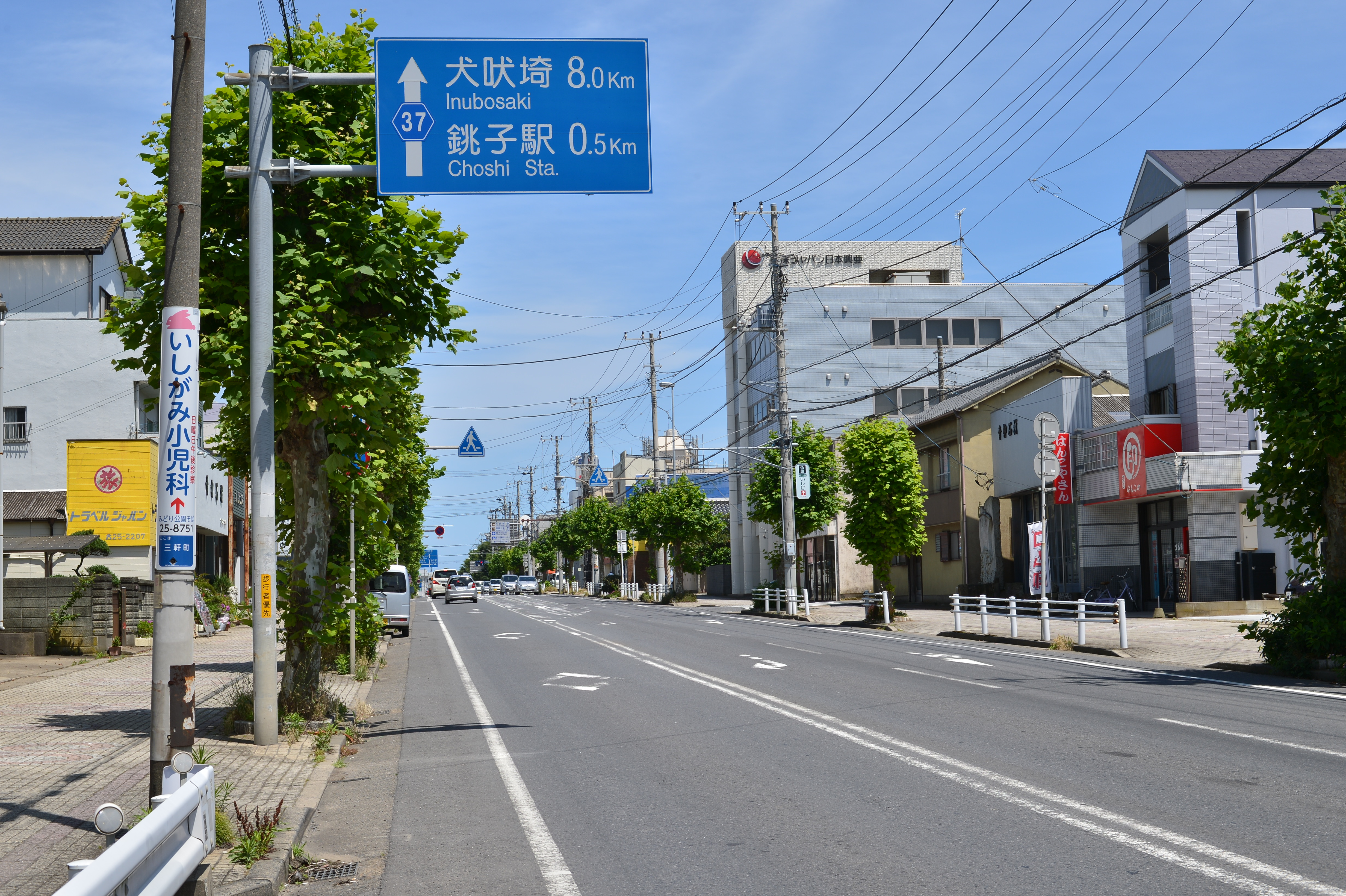
千葉県道37号銚子停車場線
銚子市三軒町（2015年6月）

千葉県道37号銚子停車場線（ちばけんどう37ごう ちょうしていしゃじょうせん）は、千葉県銚子市を走る県道（主要地方道）。銚子駅と国道を繋ぐ役割を果たす。

## 概要
- 起点：銚子市西芝町 銚子駅前
- 終点：銚子市唐子町・三軒町 銚子大橋前交差点（国道124号・国道126号・国道356号接続）
- 総延長：0.7km

## 経路
銚子駅北口を起点として利根川方面へ向けて北上し、最初の信号交差点である銚子駅前交差点で千葉県道244号外川港線を東に分け、進路を西に変える。そのまま直進し、清水川を渡った地点にある銚子大橋前交差点で三方向から来る国道と接続、終点となる。

## 通過する自治体
- 千葉県
  - 銚子市

## 交差する道路・河川
- 千葉県道244号外川港線（銚子駅前交差点）
- 清水川（今宮橋）
- 国道124号（銚子大橋前交差点）
- 国道126号（銚子大橋前交差点）
- 国道356号（銚子大橋前交差点）

## 周辺の施設
- 銚子駅
- 銚子プラザホテル
- 東岸寺
- 銚子大橋